# Monastère Santa Barbara
Le monastère Santa Barbara est un ancien monastère du Xe siècle situé dans la commune de Mammola, dans la ville métropolitaine de Reggio de Calabre. Depuis 1969, il accueille le parc-musée d'art contemporain Musaba créé par les artistes Nik Spatari et Hiske Maas,.

## Historique
Le monastère est situé dans la partie la plus haute d'une falaise à laquelle il a donné son nom (« falaise Santa Barbara »). Une première église paléochrétienne fut construite sur ce site entre l'an 300 et l'an 450. L'église était caractérisée par trois niches et pour y accéder on passait par les falaises à l'ouest.

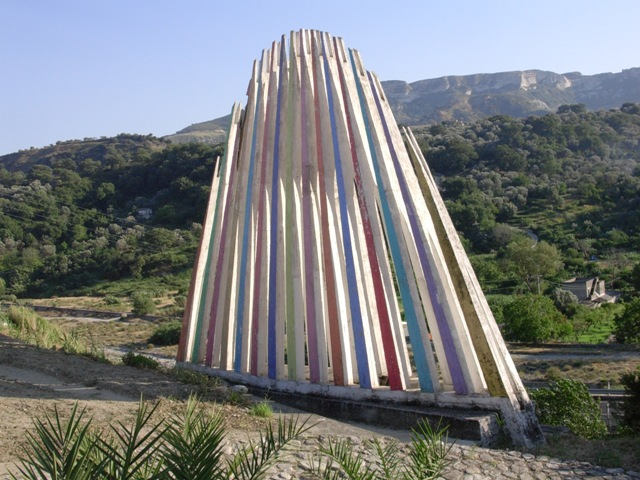
Musée Santa Barbara.

Le monastère actuel a été fondé au Xe siècle par l'ordre basilien, qui possédait de nombreuses terres sur les territoires de Mammola, Grotteria, Gioiosa Ionica, Siderno, Canolo, Gerace et Caulonia. Le monastère abritait les entrepôts à l'intérieur des murs où étaient stockés ses produits. Plus tard, elle fut également mentionnée sous le nom de « Grancia di San Fantino de Proteriate ».
Entre 1000 et 1100, l'église fut rénovée par l'Ordre des Chartreux, à la suite d'un tremblement de terre. En 1193, elle passa aux mains de l'Ordre cistercien qui y resta jusqu'en 1514. 
Par la suite, le complexe revint aux Chartreux, qui le rénovèrent et y restèrent jusqu'à l'abolition de la féodalité en 1808. Il a ensuite été abandonné, dépouillé de toute signification architecturale et utilisé comme habitation pour les agriculteurs. 
Dans la seconde moitié du XXe siècle, le monastère a été transformé en parc-musée d'art contemporain Musaba.

## Galerie

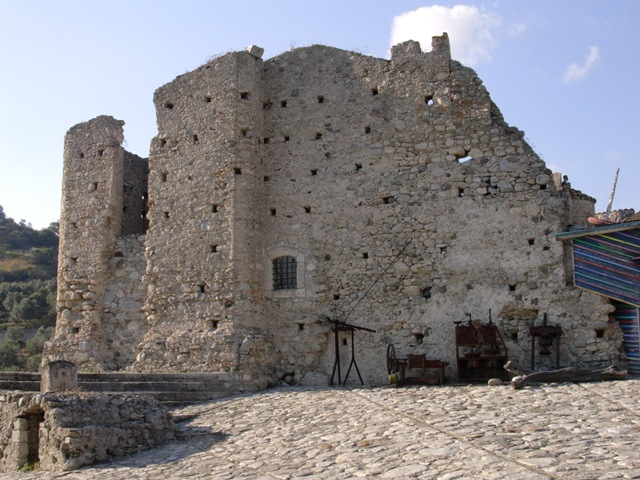
Le monastère avant restauration.
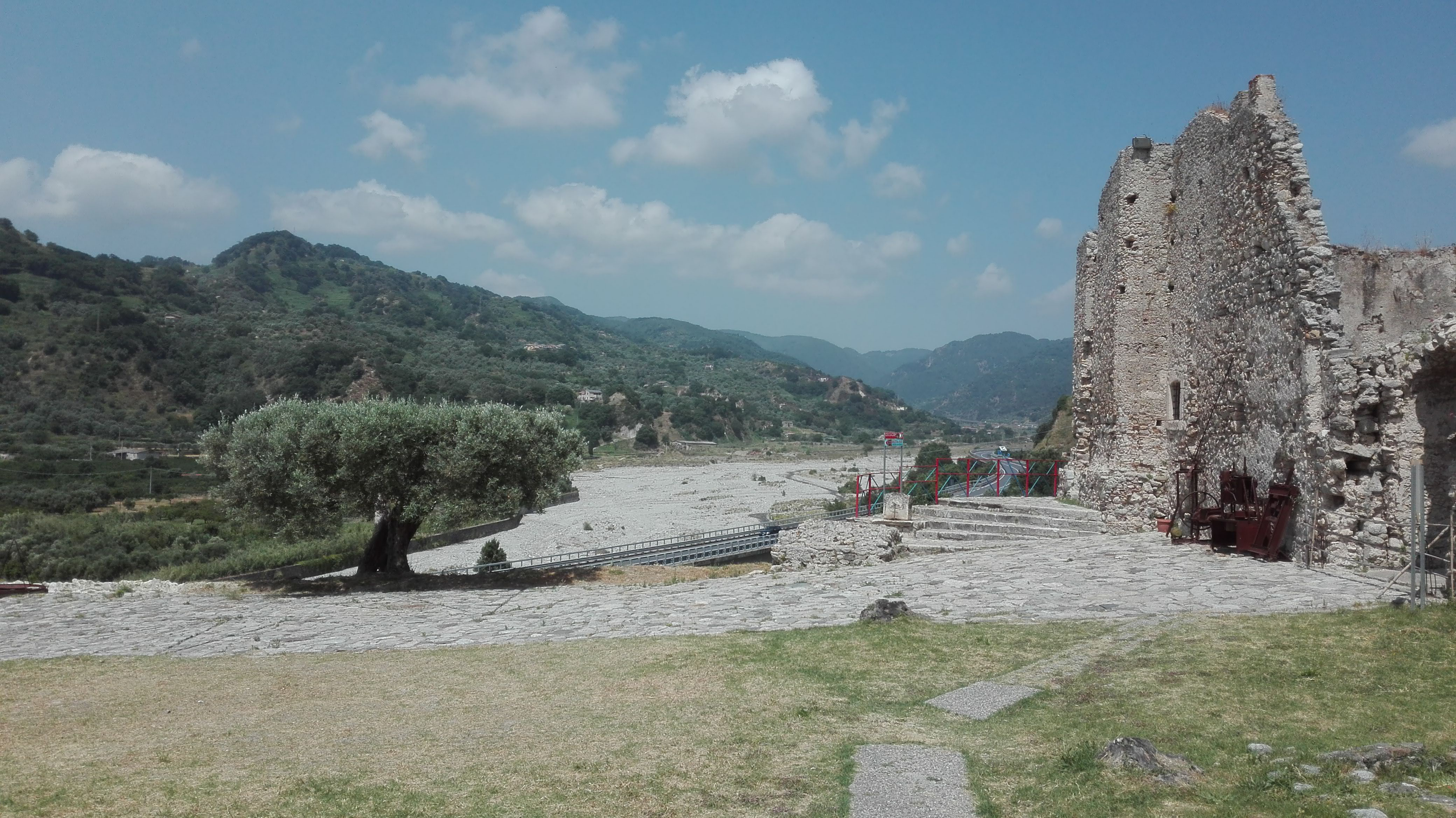